# Santa Coloma de Andorra
Santa Coloma de Andorra (en catalán: Santa Coloma d'Andorra) es una localidad en la parroquia de Andorra la Vieja (Andorra), situada en la orilla derecha del río Valira. En 2015 tenía 3002 habitantes.

## Historia
Al igual que del resto de las parroquias, los datos históricos conservados son muy generales. Se sabe que Santa Coloma fue cambiada en el siglo X por Borrell II por otros territorios en la Cerdaña y el Alto Urgel, posesiones del obispo de Urgel.
Fue la primitiva parroquia de Andorra, tal y como aparece en el acta de consagración de la Seo de Urgel (1007) en la que se cita Andorra cum Sancta Columba.

## Cultura
Santa Coloma de Andorra es la sede del arciprestazgo de Andorra. En ella se encuentra la sede social de diversas instituciones de la iglesia andorrana, como por ejemplo Cáritas.
La fiesta mayor de Santa Coloma se celebra el penúltimo domingo de cada mes de agosto.

## Patrimonio
- Iglesia de Santa Coloma.